# Cot Alue Keumuneng
Cot Alue Keumuneng är en ås i Indonesien.   Den ligger i provinsen Aceh, i den västra delen av landet, 1 700 km nordväst om huvudstaden Jakarta.